# Новое Якушкино
Новое Якушкино (чув. Ҫӗнӗ Якаль) — село в Исаклинского района Самарской области. Административный центр муниципального образования «сельское поселение Новое Якушкино». Проживают чуваши.

## География
Расположено на р. Шунгут, в 20 км от райцентра.

## История
Основано в 1751 на землях Надыра Уразметова чувашами из (сейчас — с. Старое Якушкино).
В 18-19 веках. — государственные крестьяне; занимались сельским хозяйством.

## Административно-территориальная принадлежность
В 18 в. поселение входило в составе Бугульминского ведомства, 19 в. — Бугурусланского уезда Оренбургской, а затем Самарской губерний.
В 1864 открыт православый приход и построен деревянный храм во имя Михаила Архангела.
С 1876 функционировало одноклассное земское училище, с 1894 — школа грамоты, в 1896 г. — открыта церковноприходская школа.

## Население
Население села составляло:
| Год     | 1762 | 1783 | 1801 | 1830 | 1850 | 1857 | 1870 | 1884 | 1902 | 1910 | 1929 | 1989 | 2002 | 2010 |
| ------- | ---- | ---- | ---- | ---- | ---- | ---- | ---- | ---- | ---- | ---- | ---- | ---- | ---- | ---- |
| Жителей | 145  | 118  | 145  | 105  | 241  | 235  | 673  | 876  | 612  | 1220 | 695  | 459  | 449  | 437  |

### Национальный состав
Население — чуваши и русские (23 %), переселившиеся в 1840-х гг. из Курской губернии.
Значительная часть населения некрещёные чуваши: до кон. 18 в. — 100 %, в сер. 19 в. — 35 %, в кон. 19 в. — 12 %, часть населения была крещена в 60-х гг. 19 в. До 1860-х гг. языческих обычаев придерживалось всё чувашское население, общественные моления «Учук» сохранялись до конца века. Религиозные обычаи жителей описаны Х. Паасоненом.

## Инфраструктура
Детский сад.

## Транспорт
Стоит на автодороге 36Н-205. Остановка общественного транспорта «Новое Якушкино».